# Mudbound
Mudbound ist ein Filmdrama von Dee Rees, das am 21. Januar 2017 im Rahmen des Sundance Film Festivals seine Weltpremiere feierte. Der Film basiert auf dem gleichnamigen Roman von Hillary Jordan aus dem Jahr 2009. Die Drehbuchadaption des Romans schrieb Rees gemeinsam mit Virgil Williams. Im Rahmen der Golden Globe Awards 2018 wurde Mary J. Blige als beste Nebendarstellerin nominiert, zudem Mighty River als bester Filmsong. Im Rahmen der Oscarverleihung 2018 erfolgten Nominierungen in den gleichen Kategorien, zudem wurden Rees und Williams für das beste adaptierte Drehbuch nominiert. Rachel Morrison erhielt als erste Frau in der Geschichte der Oscars eine Nominierung in der Kategorie Beste Kamera.

## Handlung
Im Mittelpunkt der Handlung, unmittelbar nach dem Zweiten Weltkrieg im Süden der USA, stehen die weiße Familie McAllan und die afroamerikanische Familie Jackson.
Die weißen McAllans sind erst vor kurzem aus dem vergleichsweise idyllischen Memphis (Tennessee) in das fruchtbare, aber auch regenreiche Mississippi Delta gezogen. Sie haben ihre gesamten Ersparnisse in den Kauf einer Baumwollfarm gesteckt, die teilweise von kleinen Pachtbauern bewirtschaftet wird. Kaum angekommen, müssen die McAllans feststellen, dass sie einem Betrüger aufgesessen sind, der ihnen ein schönes Wohnhaus zu einem auffällig günstigen Preis vermietet hat. Das Haus wurde an eine weitere Partei verkauft, die das Anwesen bereits bezogen hat. Darum müssen die McAllans mit einem heruntergekommenen Farmhaus, ohne Strom oder fließendes Wasser, Vorlieb nehmen. Henry McAllan hat große Pläne für die von häufigen Regenfällen immer wieder in eine Schlammwüste verwandelten Felder am Mississippi. Seine Frau Laura kümmert sich um die beiden kleinen Kinder. Im Laufe der Zeit verliert sie allerdings zunehmend den Glauben an die Träume ihres Mannes. Die Modernisierung des Betriebs kommt nur langsam voran, außerdem muss sie sich täglich mit ihrem missmutigen und rassistischen Schwiegervater Pappy auseinandersetzen.
Die afroamerikanischen Jacksons gehören zu den Pachtbauern, die die McAllans zusammen mit der Farm übernommen haben. Als Zinspächter (Share tenant bzw. Tenant farmer) bewirtschaften sie seit Generationen fremdes Land, das ihnen nicht gehört. Hap und Florence Jackson träumen davon, irgendwann einmal anderenorts eine eigene Farm zu besitzen. Sie leben mit ihren minderjährigen Kindern, die regelmäßig auf den Feldern mitarbeiten müssen, in noch weit schlechteren Verhältnissen als die McAllans. Als ihr eigenes Maultier stirbt und sich Hap anschließend auch noch ein Bein bricht, droht ihnen der wirtschaftliche Kollaps. Weil sie für den Kauf eines neuen Zugtiers zu arm sind, müssten sie sich jetzt eines von den McAllans mieten. Damit aber würden die Jacksons zu Naturalpächtern (Sharecropper) absteigen: In Zukunft hätten sie dann nicht mehr einen fest vereinbarten, in Geld zahlbaren Pachtzins zu entrichten, sondern sie müssten die Hälfte ihrer jährlichen Ernte abliefern. Gewinn und Verlust wären für die Jacksons kaum noch zu kalkulieren, der Traum von der eigenen Farm wäre wohl dahin. Henry käme das gelegen, weil er billige Arbeitskräfte braucht. Zu seinem Unmut bezahlt Laura jedoch einen Arzt, der Haps Beinbruch kuriert.
Als Henrys Bruder Jamie McAllan und Haps Sohn Ronsel Jackson aus dem Krieg gegen Deutschland zurückkehren, wird dies zu einer Herausforderung für beide Familien. Denn zwischen den beiden Veteranen entwickelt sich aufgrund ihrer ähnlich traumatischen Kriegserlebnisse eine vorsichtige Freundschaft. Anfänglich nimmt Jamie den jungen Schwarzen nur auf der Ladefläche seines Pickups mit in die Stadt, bald schon aber besteht er darauf, dass Ronsel neben ihm auf der Vorderbank sitzt. Ronsel duckt sich zwar jedes Mal, wenn ihnen ein anderes Auto entgegenkommt, doch Pappy erkennt ihn eines Tages.
Ronsel hatte als Sergeant beim Panzerbataillon „Black Panthers“ gekämpft und während seines Einsatzes in Deutschland eine Frau kennengelernt. Er ließ sie zurück, ohne zu wissen, dass sie von ihm schwanger war. Jamie hingegen war B25-Bomberpilot, der im Luftkampf beinahe ums Leben gekommen wäre, hätte ihn nicht ein schwarzer Pilot der Tuskegee Airmen gerettet. Seitdem leidet Jamie unter wiederkehrenden Episoden einer posttraumatischen Belastungsstörung, worauf sein völlig verständnisloser Vater Pappy mit deutlicher Verachtung reagiert.
Jamie wie Ronsel fällt es nicht leicht, sich in das alltägliche Leben einzugliedern, und sie stellen nun zunehmend die Gegebenheiten ihrer von vielen Vorurteilen geprägten Heimat in Frage. Die beiden jeweils hoch dekorierten Kriegshelden haben sich verändert; die Welt, in die sie zurückkehren, ist hingegen dieselbe geblieben. Ronsel, der in Europa als Befreier gefeiert wurde, möchte die Regeln der Segregation („Separate but equal“) nicht mehr akzeptieren. So betritt er die örtlichen Geschäfte nicht mehr durch die Hintertür, sondern durch die bisher nur den Weißen vorbehaltene Vordertür. Nicht nur deshalb beschimpft Pappy den Heimkehrer als „Nigger“.
Schließlich werden Ronsel und Jamie mit den brutalsten Auswüchsen der Rassendiskriminierung konfrontiert. Nachdem Pappy das Foto von Ronsels Geliebter und dem gemeinsamen Kind im Pickup findet, mobilisiert er den örtlichen Ku-Klux-Klan, um die vermeintliche „Rassenschande“ zu rächen. Pappy droht mit Ronsels Ermordung und zwingt Jamie so, die Strafe für seinen Freund selbst zu bestimmen: Kastration, Blendung oder das Abschneiden der Zunge. Jamie wählt Letzteres, woraufhin Ronsel entsprechend verstümmelt wird. Wenige Tage später dringt Jamie in Pappys Zimmer ein und erstickt seinen Vater im Schlaf. Laura wird zur Mitwisserin, schweigt aber.
Am Ende verlässt Jamie die McAllan-Farm mit ungewissem Ziel, hat aber endlich, noch vor Ronsels Verstümmelung, mit der von ihm lange begehrten Laura geschlafen. Die Jacksons verlassen ebenfalls den Ort ihrer Demütigung und finden auf ihrer eigenen, schönen Farm ein neues Zuhause. Ronsel reist nach Europa und besucht dort seine ehemalige Geliebte Resl und Sohn Franz, der inzwischen im Schulkindalter ist.

## Produktion

### Literarische Vorlage

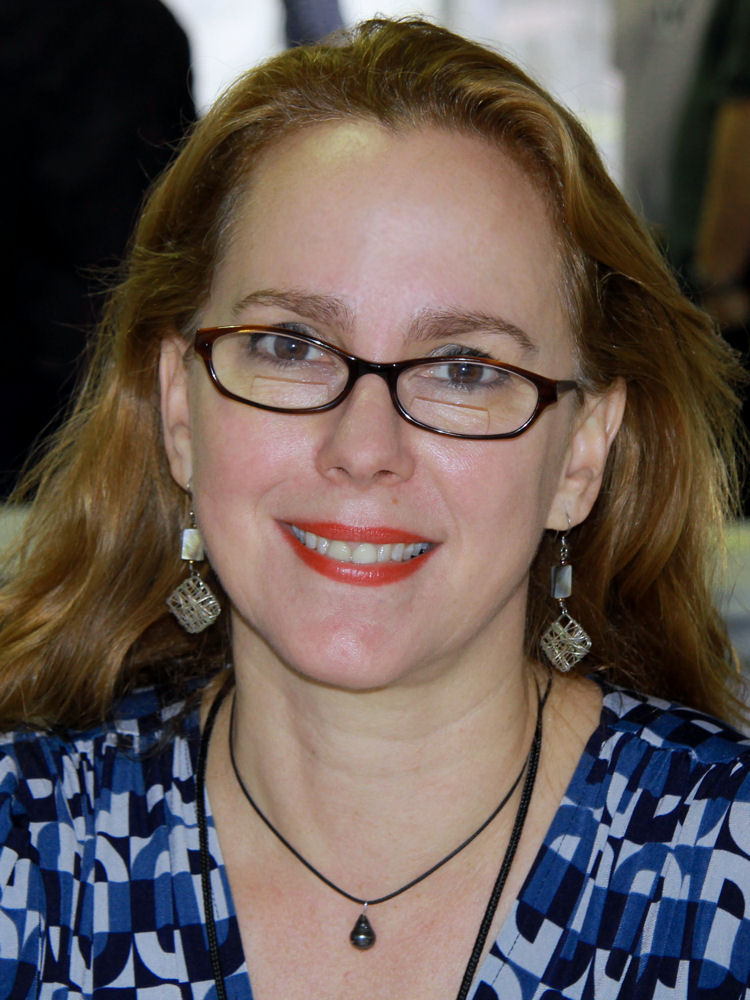
Die literarische Vorlage zum Film stammt von Hillary Jordan

Der Film basiert auf einem im Jahr 2009 veröffentlichten Roman von Hillary Jordan. Das Buch handelt von Rassismus und wohlgehüteten Geheimnissen einer weißen und einer afroamerikanischen Familie im Süden der USA in den 1940er Jahren. Der Roman wird aus der Perspektive von sechs Figuren erzählt, deren Leben trotz ihrer unterschiedlichen gesellschaftlichen Stellung oftmals Parallelen aufweisen. Der Buchtitel ist wie der Roman selbst von der Familiengeschichte Jordans mütterlicher Linie inspiriert. Ihre Mutter und ihre Großeltern lebten auf einer Farm in Lake Village in Arkansas, auf der es kein fließendes Wasser und keinen elektrischen Strom gab. Die Farm nannten sie Mudbound, was mit „an den Schlamm gefesselt“ übersetzt werden kann: Nach Regenfällen waren die Straßen überflutet und unbefahrbar, so dass die Farmbewohner tagelang „im Schlamm“ festsaßen und nicht entkommen konnten. Eine weitere Übersetzungsmöglichkeit wäre „schlammwärts“ (analog der englischen Richtungsangaben eastbound = ostwärts, westbound = westwärts etc.), in Anspielung auf den Umzug der Romanfamilie McAllan aus Memphis (Tennessee) in das fruchtbare, aber auch regenreiche Mississippi Delta.

### Stab und Finanzierung
Regie führte Dee Rees, die gemeinsam mit Virgil Williams auch das auf Jordans Roman basierende Drehbuch schrieb. Rees erzählt die Geschichte, wie schon im Buch, aus sechs Perspektiven. Die Regisseurin sagt über ihren Film und dessen zeitgenössische Botschaft: „Er enthüllt die Rasse als ein wirtschaftliches Konstrukt und entlarvt die Tatsache, dass wir alle nicht nur miteinander, sondern auch mit unserer Geschichte verbunden sind.“ Weiter meint Dee Rees „Es gibt kein ‚damals‘ oder ‚in Zukunft‘, es gibt nur das Jetzt. Alles ist jetzt. Wir können unsere Geschichte nicht verleugnen und sagen, wir seien ein Produkt unserer Zeit. Wir sind die Zeiten und wir entscheiden, was für eine Nation wir sein werden.“ Hauptdarstellerin Carey Mulligan meint zu der Ansiedlung der Geschichte während und nach dem Zweiten Weltkrieg: „Es war eine faszinierende Zeit der Geschichte, an die ich nie wirklich gedacht habe. Krieg war in der Geschichte ein Katalysator für sozialen Wandel. Die Vorstellung von schwarzen Männern, die kämpfen und für ihr Land sterben und dann in eine Gesellschaft zurückkehren, die sich überhaupt nicht verändert hat und ebenso verächtlich und inakzeptabel war, war so bizarr, dass ich wirklich darüber nachdachte … das war wirklich interessant.“
Der Film wurde von MACRO und Zeal Media kofinanziert. Die Produzenten des Films sind Cassian Elwes, Chris Lemole und Tim Zajaros von Zeal Media, Charles D. King und Kim Roth von MACRO, Sally Jo Effenson und Carl Effenson. Zudem erhielt der Film das Dolby Family Sound Fellowship, ein Zuschuss, der es Filmemachern erlaubt, ihre Sound Design mit Dolby Atmos abzurunden.

### Besetzung und Filmmusik
Jason Clarke übernahm die Rolle von Henry McAllan, Carey Mulligan die seiner Frau Laura, und Garrett Hedlund, der auch im wahren Leben auf einer Farm aufwuchs, spielt deren Bruder, beziehungsweise Schwager Jamie. Es handelt sich bei Mudbound nach Inside Llewyn Davis aus dem Jahr 2013 um den zweiten Film in dem Hedlund und Mulligan gemeinsam spielen. Jonathan Banks spielt Pappy McAllan. Rob Morgan übernahm die Rolle von Hap Jackson, Mary J. Blige spielt seine Frau Florence, und der insbesondere durch seine Rolle im Film Straight Outta Compton bekannt gewordene Nachwuchsschauspieler Jason Mitchell übernahm die Rolle ihres Sohnes Ronsel. Kerry Cahill spielt Rose Tricklebank, Henry Frost übernahm die Rolle von Teddy, und Jason Kirkpatrick ist im Film in der Rolle von Oris Stokes zu sehen.
Die Filmmusik wurde von Tamar-kali komponiert. Auf dem Soundtrack enthalten sind zudem Songs des Singer-Songwriter-Duos Raphael Saadiq und Taura Stinsonder und der Song Mighty River von Mary J. Blige. Der Soundtrack zum Film umfasst 30 Musikstücke und wurde am 17. November 2017 als Download veröffentlicht. Am 1. Dezember 2017 veröffentlichte Milan Records den Soundtrack auch in physischer Form.

### Dreharbeiten und Szenenbild

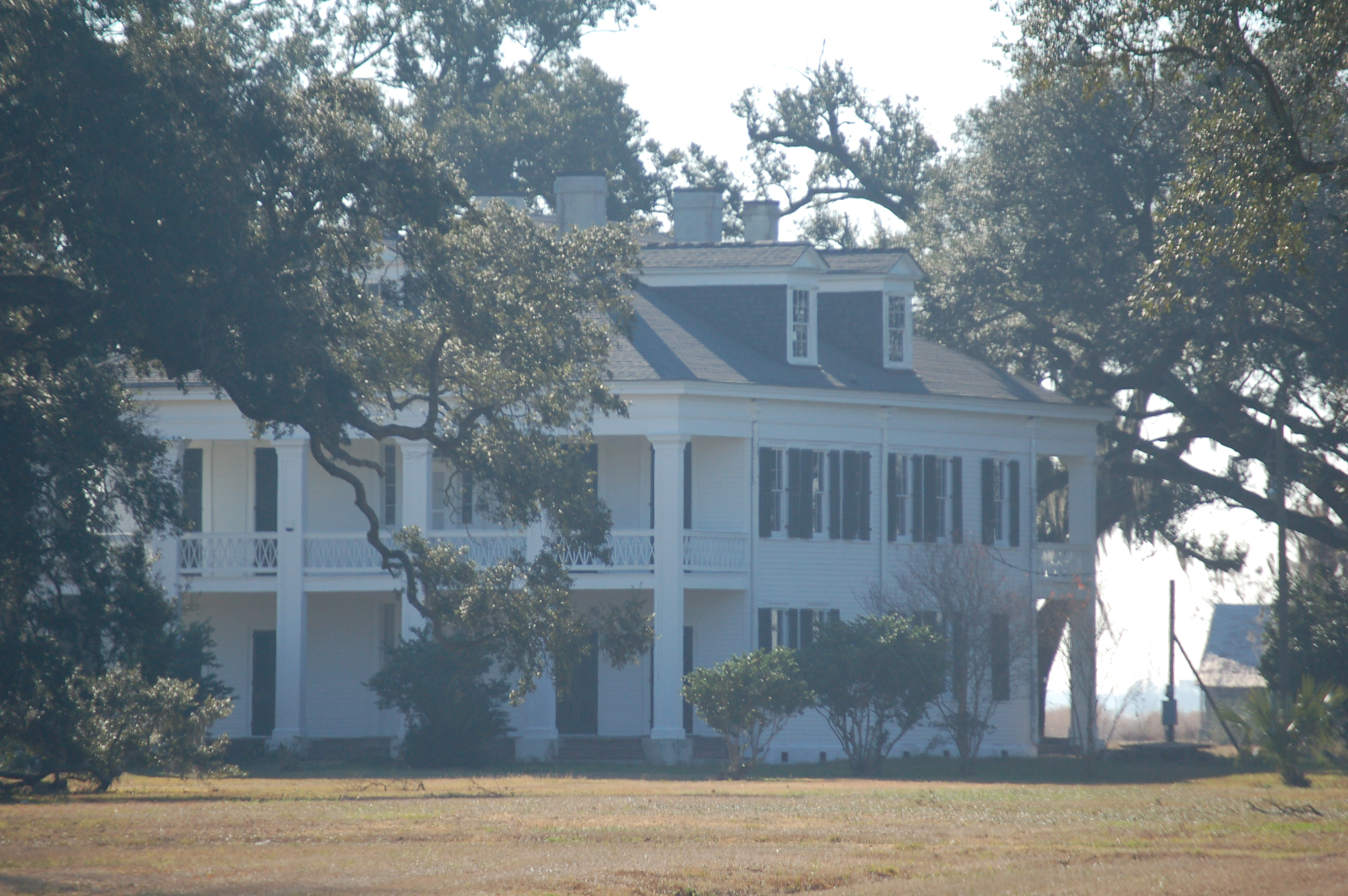
Die Dreharbeiten fanden in New Orleans und im weiteren Verlauf auch auf dem Gelände der Felicite Plantation (Foto) in Vacherie im St. James Parish statt

Die Dreharbeiten hatten im Mai 2016 in New Orleans begonnen. Weitere Aufnahmen fanden auf dem Gelände der Felicite Plantation, einer alten Zuckerrohrplantage am Ufer des Mississippi River, und am Westufer auf der St. Joseph Plantation in dem ebenfalls im St. James Parish gelegenen Ort Vacherie statt. Beide Plantagen waren in der Vergangenheit einmal gemeinsam bewirtschaftet worden. Anfang Juli 2016 wurden die Dreharbeiten beendet. Auch in der ebenfalls im St. James Parish gelegenen Stadt Lutcher fanden Aufnahmen statt. Zu diesem Zweck wurde unter anderem der dort gelegenen Texas Street von der Filmcrew der Anstrich einer Straße verpasst, wie sie im Jahr 1946 in Memphis existiert haben könnte. An zwei Tagen drehte man in der ungarischen Hauptstadt Budapest und an einem Tag auf Long Island. Das Szenenbild schuf David J. Bomba.

### Vertrieb und Veröffentlichung
Die internationalen Vertriebsrechte des Films liegen bei Good Universe.
Der Film feierte am 21. Januar 2017 im Rahmen des Sundance Film Festivals seine Weltpremiere. Ab 7. September 2017 wurde der Film im Rahmen des Toronto International Film Festivals vorgestellt und im Oktober 2017 beim London Film Festival gezeigt. Im Oktober und November 2017 wurde der Film im Rahmen des offiziellen Wettbewerbs beim Festa del Cinema di Roma gezeigt. Am 9. November 2017 eröffnete der Film im TCL Chinese Theatre in Los Angeles das 31. AFI Fest. Am 17. November 2017 nahm Netflix den Film in den USA und in Deutschland in sein Angebot und brachte den Film zudem in ausgewählte US-amerikanische Kinos.

## Rezeption

### Kritiken
Der Film konnte bislang 97 Prozent der Kritiker bei Rotten Tomatoes überzeugen und erhielt hierbei eine durchschnittliche Bewertung von 8,2 der möglichen 10 Punkte. Im Rahmen der Golden Tomato Awards des Jahres 2017 ging der Film als Drittplatzierter in der Kategorie Bestes Filmdrama hervor.
Peter Debruge von Variety sagt, der Film sei ein Loblied auf alles, was wir teilen – das Kämpfen der Menschen, der von allen geteilte Wunsch nach Erfolg und der Erschaffung einer besseren Welt für unsere Kinder –, und der Film sei eine verdammte Anklage derjenigen, die einem solchen Fortschritt im Wege stehen. Debruge erklärt weiter, der Film fange ungewöhnlich viele Details aus seinem Ausgangsmaterial ein, einschließlich der Sprache selbst. Dee Rees bewahre Hillary Jordans grundlegende Idee, die Erzählung der Geschichte auf sechs verschiedene Figuren aufzuteilen, drei aus jeder der beiden Familien. Hierdurch setze er die Figuren, trotz ihrer unterschiedlichen gesellschaftlichen Stellung in den 1940er Jahren, alle auf das ungefähr gleiche Niveau. Rees erlaube jeder dieser Figuren, ihre tiefsten Gedanken zu äußern, so Debruge, nicht jedoch Pappy, dessen rassistische Einstellung allerdings dennoch laut und deutlich durchdringe. Wie in den Filmen The River und Places in the Heart zeige sich der ausgetragene Überlebenskampf im Film besonders in einem Moment, als die Farmer versuchen, ihre Ernte zu retten, und Debruge resümiert, Mudbound erzähle eine Geschichte von Kämpfern, egal ob sie ihr Land gegen Hitler verteidigten oder einfach nur versuchten, zu Hause Essen auf den Tisch zu bringen. Rees zeige nicht nur, was die Figuren voneinander unterscheidet, sondern feiere in ihrem Film auch deren Gemeinsamkeiten. Zu Mary J. Blige bemerkt Debruge schließlich noch, diese tauche so sehr in ihre Rolle ein, dass man als Zuschauer glatt vergessen könne, dass man einen Popstar vor sich hat.
Adrian Daub von Zeit Online meint, die Regisseurin liefere satte, wunderschöne Bilder, in denen sich die Autos, Traktoren und Radios verlieren vor dem überwältigenden Südstaatenhimmel, immer auf der Kippe zum Gewitter, und mit dem Wolkenbruch komme dann der titelgebende Matsch: „Gospel, Glaube, Tradition und die Gewalt der Natur, so wird uns signalisiert, dominieren diese Gegend und haben sie schon immer dominiert.“ Weiter sagt Daub, Mudbound wolle gewissenhaft beide Seiten zu Wort kommen lassen, diese Doppelperspektive mit fünf (sic!) Figuren, die aus dem Off die Geschichte kommentieren, hätten aber nur die Zuschauer: „Die Figuren mögen sich denselben Film teilen, aber zeigen sich außer Stand, ihre eigene Position und die ihres Gegenübers zu reflektieren.“  Daub resümiert, was amerikanische Filme zur Rassenthematik betreffe, könne man Get Out im Frühjahr 2017 wohl als letzten Film der Obama-Ära ansehen, Mudbound hingegen sei wohl bereits ein Film für die USA von Donald Trump.
Anna Wollner von Deutschlandfunk Kultur beschreibt den Film als ein ungewöhnliches Kaleidoskop, das viel über die Stimmung und Spannung im Land erzähle, in einer Zeit, in der der arme weiße Mann Angst hat, seine wenigen Privilegien an die schwarzen Nachbarn zu verlieren: „Ganz langsam mit einer furiosen Besetzung um Mary J. Blige, Carey Mulligan und Jason Clarke, entfaltet der Film seine Geschichte über unterschwelligen und offenen Rassismus und ist dabei ein Lehrstück über das heutige Amerika.“
Bereits kurze Zeit nach der Oscarverleihung 2017 brachten Tim Grierson und Will Leitch von The New Republic Garrett Hedlund als Besten Nebendarsteller und Mary J. Blige und Carey Mulligan als Beste Nebendarstellerinnen für die Preisverleihung des folgenden Jahres ins Gespräch. Auch Andreas Wiseman von screendaily.com erkannte dieses Potenzial und hob die starken schauspielerischen Leistungen der drei, aber auch von Jason Mitchell und Rob Morgan hervor. Sabienna Bowman hielt eine Nominierung als Bester Film für möglich.
Auch Peter Richter von der Süddeutschen Zeitung sagt zu den Oscar-Chancen des Films, die talentierte, junge, schwarze und offen homosexuelle Filmemacherin Dee Rees habe einen interessanten Ausnahmefall im weitgehend von weißen Männern und neuerdings ja auch weitgehend von den Themen Macht und Sex und Missbrauch dominierten Filmbusiness Amerikas geschaffen. Weiter meint Richter, wenn es auch eine eigene Oscar-Kategorie für wirklich durchdringend furchterregenden Ku-Klux-Klan-Ekel gäbe, hätte Jonathan Banks diesen für seine Rolle sicher: „Es geht, mit anderen Worten, schon sehr ans Eingemachte.“

### Auszeichnungen (Auswahl)
Am 18. Dezember 2017 gab die Academy of Motion Picture Arts and Sciences bekannt, dass sich der Song Mighty River in einer Vorauswahl von 70 Liedern befindet, aus der die Nominierungen in der Kategorie Bester Filmsong im Rahmen der Oscarverleihung 2018 bestimmt werden. Am gleichen Tag gab die Academy bekannt, dass sich Tamar-kalis Arbeit auf einer Shortlist befindet, aus der die Nominierungen in der Kategorie Beste Filmmusik erfolgen werden. Im Folgenden eine Auswahl von Nominierungen und Auszeichnungen im Rahmen bekannter Filmpreise.
American Society of Cinematographers Awards 2018
- Nominierung als Bester Film – Theatrical Release (Rachel Morrison)[35]

Black Reel Awards 2018
- Nominierung als Bester Film (Carl Effenson, Sally Jo Effenson, Cassian Elwes, Charles King, Christopher Lemole, Kim Roth und Tim Zajaros)
- Nominierung für die Beste Regie (Dee Rees)
- Nominierung für das Beste Drehbuch (Dee Rees und Virgil Williams)
- Nominierung als Bester Nebendarsteller (Jason Mitchell)
- Nominierung als Beste Nebendarstellerin (Mary J. Blige)
- Nominierung als Bestes Ensemble (Casting: Billy Hopkins und Ashley Ingram)
- Nominierung als Bester Filmsong (Mighty River von Mary J. Blige und Taura Stinson)
- Nominierung als Beste Nachwuchsdarstellerin (Mary J. Blige)[36]

Critics’ Choice Movie Awards 2018
- Nominierung als Beste Nebendarstellerin (Mary J. Blige)
- Nominierung als Bestes Schauspielensemble
- Nominierung für das Beste adaptierte Drehbuch (Dee Rees und Virgil Williams)
- Nominierung für die Beste Kamera (Rachel Morrison)[37]

Evening Standard British Film Awards 2018
- Nominierung als Beste Nebendarstellerin (Carey Mulligan)[38]

Golden Globe Awards 2018
- Nominierung als Beste Nebendarstellerin (Mary J. Blige)
- Nominierung als Bester Filmsong (Mighty River)

Gotham Awards 2017
- Nominierung als Beste/-r Nachwuchsschauspieler/-in (Mary J. Blige)
- Gotham Jury Award for Ensemble Performance[39]

Hollywood Film Awards 2017
- Auszeichnung mit dem Hollywood Breakout Ensemble Award
- Auszeichnung mit dem Hollywood Breakout Performance Actress Award (Mary J. Blige)[40]

Hollywood Music in Media Awards 2017
- Nominierung in der Kategorie Original Score: Feature Film (Tamar-kali)
- Nominierung in der Kategorie Original Song – Feature Film (Mighty River von Mary J. Blige, Raphael Saadiq und Taura Stinson, gesungen von Mary J. Blige)[41]

Independent Spirit Awards 2018
- Auszeichnung mit dem Robert Altman Award[42]

Los Angeles Online Film Critics Society Awards 2018
- Nominierung als Beste Regisseurin (Dee Rees)
- Nominierung für die Beste Kamera (Rachel Morrison)
- Nominierung für das Beste adaptierte Drehbuch (Dee Rees und Virgil Williams)[43]

Middleburg Film Festival 2017
- Auszeichnung mit dem Publikumspreis[44]

NAACP Image Awards 2018
- Nominierung als Bester Independent-Film
- Nominierung für das Beste Drehbuch (Dee Rees und Virgil Williams)
- Nominierung für die Beste Regie (Dee Rees)[45]

New York Film Critics Circle Awards 2017
- Auszeichnung für die Beste Kamera (Rachel Morrison)[46]

Oscarverleihung 2018
- Nominierung für das Beste adaptierte Drehbuch (Dee Rees und Virgil Williams)
- Nominierung für die Beste Kamera (Rachel Morrison)
- Nominierung als Beste Nebendarstellerin (Mary J. Blige)
- Nominierung als Bester Filmsong (Mighty River – Musik: Mary J. Blige, Raphael Saadiq und Taura Stinson)

Palm Springs International Film Festival Awards 2018
- Auszeichnung mit dem Breakthrough Performance Award (Mary J. Blige)[47]

Santa Barbara International Film Festival 2018
- Auszeichnung für die Beste Kamera (Rachel Morrison)[48]

Satellite Awards 2017
- Nominierung als Bester Film
- Nominierung für die Beste Regie (Dee Rees)
- Nominierung als Beste Nebendarstellerin (Mary J. Blige)
- Auszeichnung als Bestes Ensemble[49]

Screen Actors Guild Awards 2018
- Nominierung als Beste Nebendarstellerin (Mary J. Blige)
- Nominierung als Bestes Ensemble in einem Film[50]

Writers Guild of America Awards 2018
- Nominierung für das Beste adaptierte Drehbuch (Virgil Williams und Dee Rees)

## Synchronisation
Die deutsche Synchronisation entstand nach einem Dialogbuch von Ariane Huth und der Dialogregie von Henning Stegelmann im Auftrag der Studio Hamburg Synchron GmbH.
| Rolle            | Darsteller      | Synchronsprecher     |
| ---------------- | --------------- | -------------------- |
| Laura McAllan    | Carey Mulligan  | Katharina von Keller |
| Jamie McAllan    | Garrett Hedlund | Jan-David Rönfeldt   |
| Henry McAllan    | Jason Clarke    | Michael Lott         |
| Pappy McAllan    | Jonathan Banks  | Eberhard Haar        |
| Florence Jackson | Mary J. Blige   | Anne Moll            |
| Hap Jackson      | Rob Morgan      | Erik Schäffler       |
| Ronsel Jackson   | Jason Mitchell  | Daniel Welbat        |